# Borstcrawl

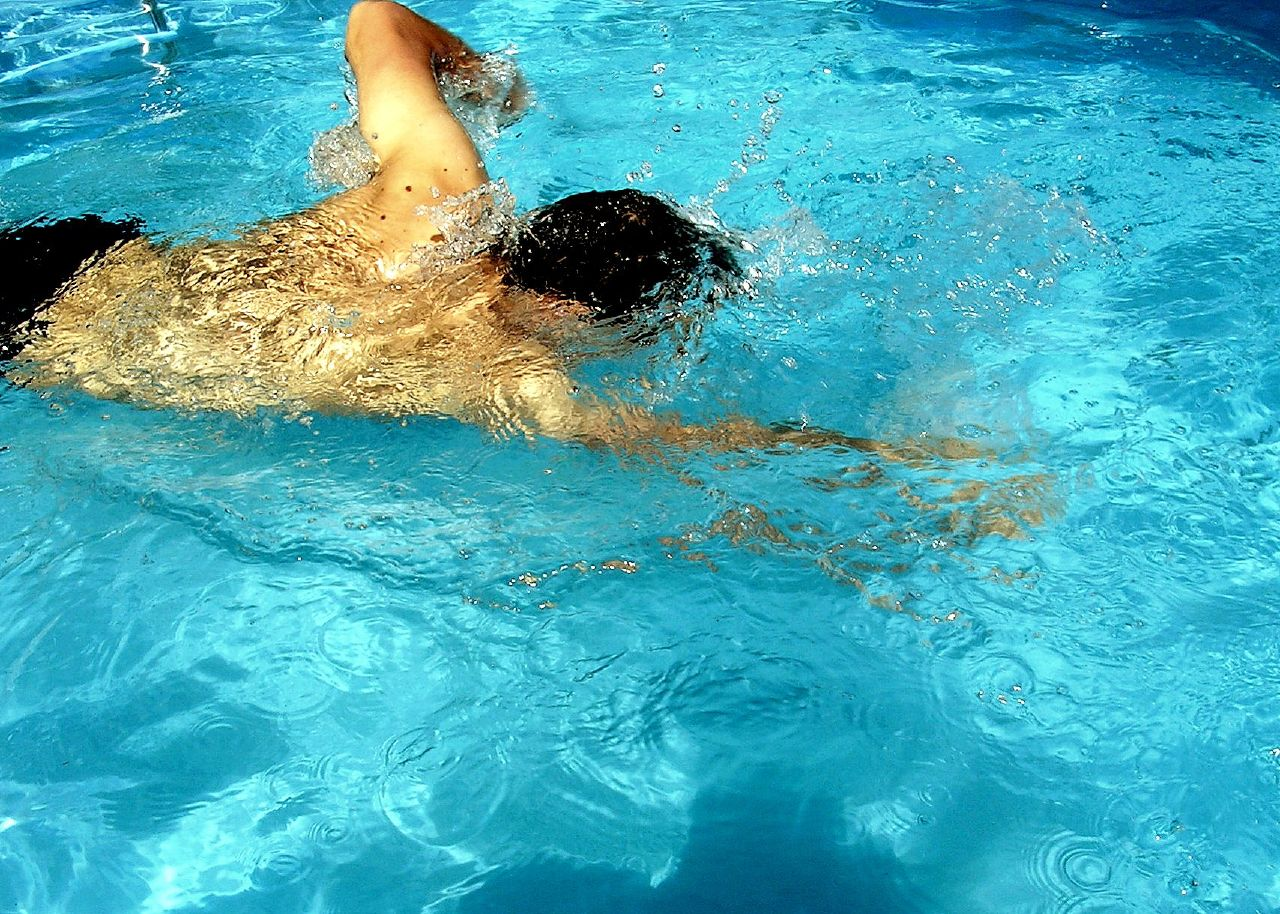
Crawlzwemmer

De borstcrawl is een zwemslag. Het is de snelst bekende zwemslag; hij verslaat dus de schoolslag, rugcrawl en de vlinderslag. Om deze reden wordt de borstcrawl vaak gebruikt bij de vrije slag competitie.

## Techniek
Bij de borstcrawl worden de armen om beurten boven water naar voren bewogen waarna de vlakke hand met een 'stekende beweging' in het water wordt gestoken. Onder water wordt de gestrekte arm en de vlakke hand als een peddel onder het lichaam door naar achter bewogen. Dit is het gedeelte van de armslag waarbij de meeste kracht wordt gebruikt, wat voor de voortstuwing door het water zorgt. Tot slot wordt de arm achter de schouder gebogen en weer boven water gebracht. Door de afwisseling tussen de linker en rechterarm ontstaat een "rollende" beweging waarbij het bovenlichaam van de zwemmer afwisselend naar links en naar rechts rolt. Dit zorgt er tevens voor dat de afwisseling van slagen redelijk vloeiend kan plaatsvinden zonder dat de schouder geforceerd hoeft te worden.
De benen worden als het ware als flippers gebruikt, vergelijkbaar met een duiker die met kunststof slippers aan zijn voeten zwemt. Dit in tegenstelling tot bij bijvoorbeeld de schoolslag, waarbij de benen synchroon worden gebogen en dan synchroon met een krachtige beweging weer worden gestrekt.
Ademhalen gebeurt synchroon met de armslagen; doordat het lichaam naar links en naar rechts rolt kan de zwemmer deze momenten gebruiken om telkens aan de zijkant, best om de drie slagen (dus om de beurt links en rechts van het lichaam, om problemen aan de nek te voorkomen), naar lucht te happen. Dit in tegenstelling tot bij de schoolslag, waarbij het lichaam niet heen en weer rolt en zwemmers over het algemeen hun hoofd recht naar voren houden en recht naar voren ademhalen.

## Snelheid en hydrodynamica
De hoogste snelheid die bereikt kan worden met de borstcrawl is 2,17 m/s. Alhoewel de vlinderslag een hogere pieksnelheid heeft door de gelijktijdige armbeweging, is de gemiddelde snelheid slechts 1,98 m/s.
De positie van de zwemmer in het water staat een grotere bewegingsvrijheid van de armen toe dan bij de rugcrawl, waarbij het stuwende gedeelte van de slag achter de ruggengraat plaatsvindt. Het voorwaarts bewegen van de armen, de zogeheten contrafase, gebeurt boven het water (net zoals bij de rugcrawl en vlinderslag) wat een enorme reductie van de weerstand betekent ten opzichte van de schoolslag. Verder zorgt ook het over de lengteas rollen van het bovenlichaam voor een meer economische glijding door het water. Ten slotte kent deze slag in vergelijking met andere slagen door de afwisseling van stuwing door linker- en rechterarm een constanter (vloeiender) ritme van slagen en daarmee ook een relatief constante snelheid.

## Geschiedenis
De borstcrawl werd al in de oudheid beoefend. In de westerse wereld was de slag pas te zien in een competitie in 1844 in Londen, toen indianen de Britse schoolslag-zwemmers met gemak versloegen. De Britse edellieden beschouwden deze stijl echter als een barbaars gespetter, en hielden dus nog tijden hun eigen slag aan; de langzamere schoolslag.
Ergens tussen 1870 en 1890 leerde John Arthur Trudgen de borstcrawl van Indianen tijdens een reis naar Zuid-Amerika. (de precieze datum is niet bekend, maar het meest waarschijnlijk is 1873). Trudgen nam deze techniek mee terug, maar maakte een vergissing en combineerde de beenbeweging van de schoolslag met de armbeweging van de borstcrawl. Borstcrawl is sinds 1957 onderdeel van het olympische baanzwemmen.
Het was Richard Cavill, een Australische zwemmer en zwemleraar die de techniek verder verbeterde. Net zoals Trudgen, bestudeerde hij de zwemtechniek van oorspronkelijke bewoners op de Salomonseilanden die de borstcrawl beoefenden. De door hem beschreven slag is nagenoeg de borstcrawl zoals we die nu kennen.
In België bestond de crawlcompetitie in 1913 nog niet, doch in 1929 reeds wel.